# 黄龙镇 (十堰市)
黄龙镇，是中华人民共和国湖北省十堰市张湾区下辖的一个乡镇级行政单位。

## 行政区划
黄龙镇下辖以下地区：
黄龙社区（马家村）、大坝社区（代家村）、斤坪村、李家湾村、黄龙滩村、东湾村、狮子沟村、朱庄村、堰石村、大沟村、回龙村、青石村、舒家村和鲍湾村。